# Sugarfoot (série télévisée)
Sugarfoot est une série télévisée américaine de western en 69 épisodes de 60 minutes en noir et blanc, diffusée du 17 septembre 1957 au 17 avril 1961 sur le réseau ABC.
La série est inédite dans les pays francophones.

## Synopsis
Cette série est une suite du film The Boy from Oklahoma (1954) dont une partie des acteurs ont participé au pilote de la série intitulé Brannigan's Boots. Le héros de la série était Tom 'Sugarfoot' Brewster, un jeune avocat dans l'ouest américain incarné par Will Hutchins. 

## Distribution
- Will Hutchins : Tom 'Sugarfoot' Brewster
- Merry Anders : Katie Brannigan
- Jack Elam : Toothy Thompson
- Louis Jean Heydt : Paul Evans
- Dennis Hopper : Billy the Kid
- Arthur Hunnicutt : Pop Purty
- Chubby Johnson : Wally Higgins
- Slim Pickens : Shorty
- Ainslie Pryor : Mayor Barney Turlock
- Kurt Russell : Boy
- Sheb Wooley : Pete

## Origines et Production
Leonard Goldenson, PDG d'ABC cherche depuis le milieu de l'année 1953 à offrir du contenu à la chaîne en contactant ses anciennes connaissances d'Hollywood, usant de son ancien fonction de directeur chez Paramount Pictures mais aussi à convaincre des stations locales de devenir affiliées au réseau ABC. À partir du 27 octobre 1954, ABC lance une campagne New ABC avec des productions de plusieurs studios dont MGM, Warner Bros. et Twentieth Century Fox. Pour le compte d'ABC, Warner tente avec un succès mitigé d'adapter en série télévisée ses grands films dont Crimes sans châtiment (1942) et Casablanca (1942), mais aussi Cheyenne adaptation de Wyoming Kid (1947). D'autres séries sont rapidement programmes sur le même principe dont Sugarfoot.